# 4×4 (مسلسل)
هو مسلسل كوميدي من إخراج المخرج والممثل خالد المفيدي
ومن بطولة مجموعة من الفنانين مثل: .جاسم النبهان, .انتصار الشراح, .سعاد علي، طيف، عماد العكاري, فرقة مسك(مسك، شوق، شهد), ملاك, خالد المفيدي، ياسر العماري، بدر البلوشي,عبد الله الزيد (ممثل)، فرحان العلي.